# Miglutė
Miglutė ist ein litauischer weiblicher Vorname, Verniedlichungsform des weiblichen Vornamens Miglė. Die männliche Form ist Miglutis. 

## Personen
- Miglutė Gerdaitytė (* 1940), Politikerin, Mitglied des Seimas